# سنجاب‌ماهی ژرف‌زی (سرده)
سنجاب‌ماهی ژرف‌زی (سرده) (نام علمی: Beryx) نام یک سرده از راسته سنجاب‌ماهی‌سانان است.